# لیتل نایتمرز
لیتل نایتمرز (به انگلیسی: Little Nightmares) یک بازی ویدئویی در سبک معمایی-سکوبازی و ترس و بقا است که توسط استودیو ترسیر توسعه یافته و به‌وسیلهٔ باندای نامکو انترتینمنت برای مایکروسافت ویندوز، پلی‌استیشن ۴، ایکس‌باکس وان، نینتندو سوئیچ و استادیا منتشر شده‌است. بازی، نظرات مثبتی از نظر محیط بازی، گرافیک و صدا دریافت کرد، ولی همچنین انتقاداتی هم از سیستم نقطه ذخیره و کوتاه بودن بازی شد.
دنبالهٔ این بازی تحت عنوان لیتل نایتمرز ۲، در ۱۱ فوریه ۲۰۲۱ منتشر شد.

## گیم پلی
لیتل نایتمرز در جهانی ۲٫۵ بعدی اتفاق می‌افتد. بازیکنان در دنیایی عجیب، تاریک و پر رمز و راز، باید از موانع مختلف عبور کرده و معماهای بازی را برای پیشروی بیشتر حل کنند و در بعضی مواقع از دست هیولاهای بازی فرار کنند. شخصیت قابل کنترل توسط بازیکن، دختر کوچک و ریزنقشی به نام سیکس است، که عموماً به دلیل جثه کوچک در برابر دشمنان بازی، به جز فرار کردن و قایم شدن کار دیگری نمی‌تواند انجام دهد. در موارد بسیار معدودی شخصیت سیکس قادر است با استفاده از ابزار مخصوص در برابر دشمنان از خود دفاع کند ولی در کل سیستم مبارزاتی در این بازی وجود ندارد.

## داستان
یک دختر نه ساله، به نام سیکس که یک بارانی زرد رنگ پوشیده، در ما (یک زیردریایی مرموز مخصوص پذیرایی) زندانی شده‌است. بعد از این که سیکس در قسمت‌های پایینی ما بیدار می‌شود، تصمیم می‌گیرد که از آنجا فرار کند و در این میان لحظاتی را با احساس شدید نیاز به غذا تجربه می‌کند. هنگام بالا رفتن از اعماق کشتی، موجودی کور با دست‌هایی بلند که سرایدار ما است، سیکس را دنبال می‌کند. سرایدار بچه‌ها را می‌گیرد و بعد از کشتنشان، آن‌ها را با قلاب‌هایی متصل به تسمه به آشپزخانه ارسال می‌کند. در نهایت سیکس توسط سرایدار، با غذا به تله می‌افتد. پس از فرار از سرایدار (با قطع کردن دست‌هایش توسط یک در)، سیکس تسمه بالارونده را دنبال می‌کند و به آشپزخانه می‌رسد که توسط آشپزهای دوقلو اداره می‌شود. بعد از یک احساس گرسنگی شدید دیگر، سیکس مجبور می‌شود که یک موش زنده را بخورد. آشپزها که در حال آماده‌سازی برای یک جشن بزرگ هستند، هرگاه سیکس را ببینند، برای کشتنش تلاش می‌کنند. پس از فرار از آن‌ها، سیکس راهی برای خروج از کشتی می‌یابد.
سیکس کشتی کوچک‌تری می‌بیند که مهمان‌هایی چاق و بزرگ، از آن به ناهارخوری ما که سبکی ژاپنی دارد وارد می‌شوند. ناهارخوری ای که توسط خانم گیشا اداره می‌شود که رئیس کل زیردریایی نیز است. پس از عبور کردن از جشن و مهمان‌ها، سیکس دوباره گرسنه می‌شود. در این لحظه یکی از نوم‌ها (موجوداتی از اهالی کشتی)، به سیکس سوسیسی پیشکش می‌کند ولی سیکس نوم را می‌خورد. هرگاه سیکس چیزی را می‌خورد، یک نسخه سایه مانند از وی ظاهر می‌شود و برای مدتی او را نگاه می‌کند.
سیکس ادامه می‌دهد تا که به اقامت گاه بانو می‌رسد. بانو خانه زیبا و مجللی دارد که پر از آینه‌های شکسته‌است. سیکس توسط وی که قدرت‌های جادویی دارد دنبال می‌شود و آینه ای می‌یابد و با آن با بانو می‌جنگد. پس از شکست بانو، سیکس به او نزدیک می‌شود و گردنش را گاز می‌گیرد. با این کار بانو می‌میرد و سیکس قدرت‌های او را به دست می‌آورد.
سیکس به سمت ناهارخوری می‌رود و از میان میزها رد می‌شود در حالی که هاله ای سیاه رنگ به دورش می‌چرخد. مهمان‌ها که متوجه حضورش می‌شوند سعی می‌کنند او را بخورند ولی با نزدیک شدن به سیکس ضربه می‌خورند و می‌میرند. سیکس به دری بزرگ می‌رسد که طرح چشمی روی آن است و راه پله ای دارد که به سمت جهان خارجی می‌رود. وقتی سیکس ما را ترک می‌کند، چندین نوم به در نزدیک می‌شوند.
پس از نمایش تیتراژ نهایی، سیکس دیده می‌شود که کنار ورودی ما نشسته و در این زمان در پشت زمینه، صدای آژیر مه گرفتگی کشتی ای که نزدیک می‌شود، شنیده می‌شود.

### محتوای قابل دانلود

تصویر جلد محتوای قابل دانلود بازی

محتوای قابل دانلود سه قسمتی بازی که ماجرا را از دید شخصی دیگر نمایش می‌دهد نیز ساخته شده‌است. اولین بخش آن در ژوئیه ۲۰۱۷، دومی در نوامبر ۲۰۱۷، و آخری در فوریه ۲۰۱۸ منتشر شد.

### اعماق[پانویس ۸]
پسری جوان که با نام بچه فراری شناخته می‌شود، از کابوسی برمی‌خیزد که در آن در حال غرق شدن در میان تاریکی است و داخل آب کشیده می‌شود. پس از ترک پرورشگاه وی سرایدار را می‌بیند که در حال گشتن دنبال کودکی است که فرار کرده. پسرک دختری گریزان را دنبال می‌کند ولی او ناپدید می‌شود و چراغ قوه اش را جا می‌گذارد که پسرک آن را برمی‌دارد.
پسرک به اعماق ما می‌رسد که آب گرفته و وی مجبور است که از روی سکوهای شناور راهش را پیدا کند. سپس معلوم می‌شود که اعماق ما خانه موجودی به نام گرنی است که زیر آب شنا می‌کند و سعی دارد که با قاپیدن پسرک یا با خراب کردن یا تکان دادن سکوهایی که وی رویشان است، او را بگیرد. پس از انداختن تلویزیونی به درون آب و کشتن گرنی با جریان برق، پسرک راهش را به راه پله ای چوبی و بلند باز می‌کند. سپس او به نردبانی می‌رسد و از آن بالا می‌رود ولی بعد توسط سرایدار گیر می‌افتد و به سمت تاریکی کشیده می‌شود. صحنه آخر او را در قفسی کنار قفس‌های دیگر کودکان، از جمله سیکس نشان می‌دهد. دست‌های بلند سرایدار وارد صحنه می‌شوند و قفس پسر بچه را می‌برند. این اتفاقات همزمان با ماجرای سیکس رخ می‌دهند، وقتی که سیکس در قفسش در فصل لانه از خواب برمی‌خیزد.

### مخفیگاه[پانویس ۱۲]
فصل با فرار پسرک از درون کاغذی که دورش پیچیده شده‌است، شروع می‌شود؛ در حالی که با قلابی به سمت آشپزخانه روانه می‌شود. پسرک از قلاب به قسمت جدیدی از کشتی سقوط می‌کند. با کمک نومهایی که پسر میان راه می‌یابد، او موتورخانه ای پیدا می‌کند که نومها برای انداختن زغال‌سنگ به درون کوره آن جا می‌آیند. یکی از اتاق‌های این فصل بازی، ماشینی مشابه با ماشین فصل The Lair دارد که بچه می‌تواند با آن مکان‌هایی که سیکس در آن‌ها بوده را ببیند. پسرک حتی خود او را در حالی که از میان انبوهی کفش رد می‌شود می‌بیند. در این ماجراها پسرک با سرایدار هم مواجه می‌شود. پس از یافتن تمام نومها، آسانسور بزرگ پشت موتور کاملاً به کار می‌افتد و پسرک را به جایی می‌برد که نومها آن جا جمع می‌شوند که به احتمال پناهگاه آن هاست. سایه‌ها نشان می‌دهند که نومها در واقع کودک هستند یا بوده‌اند. سپس پس از ترک مکان از میان شکاف دیوار، بچه، آخرین سکو را می‌یابد: روی سقف آسانسوری که گیشا درون آن است.

### اقامتگاه[پانویس ۱۳]
این فصل، بالای آسانسوری که بانو در فصل قبل درون آن بود شروع می‌شود. پسرک در مسیرش به اقامت گاه بانو می‌رسد و اتاقی را می‌یابد که چندین مجسمه از وی در آن جاست. بعد از حل چندین معما برای یافتن سه مجسمه گم شده، و جنگ با بچه‌های سایه ای، پسرک، بانو را می‌یابد که به خودش در آینه ای می‌نگرد. او چهره ای مخوف و نفرت‌انگیز دارد که احتمالاً این همان دلیلی است که باعث شده او ماسک بزند. در آخرین اتاق فصل، بانو پسرک را می‌گیرد و او را به نوم تبدیل می‌کند. سپس پسرک راهش را به سمت بخش مهمانان می‌یابد و به سمت سوسیسی می‌رود که در ماجرای سیکس روی زمین افتاده بود. فصل با ایستادن پسرک که تبدیل به نوم شده در کنار سوسیس به پایان می‌رسد، که نشان می‌دهد نومی که سیکس خورده بوده، در اصل او بوده‌است. پس از پایان تیتراژ نهایی بازی، ناگهان صفحه تلویزیونی نمایش داده می‌شود، سپس صفحه تلویزیون به شکل مرد لاغر در می‌آید و بازی تمام می‌شود.

## شخصیت‌ها
- سیکس (به انگلیسی: Six)، دختر کوچک و ریز نقشی که یک بارانی زرد رنگ پوشیده و در اعماق ما از خواب بیدار شده و بعد از گذراندن ماجراهای زیاد سرانجام بانو را شکست داده و از ما خارج می‌شود.
- نوم (به انگلیسی: Nome)، موجوداتی کوچک، شبیه به کودک با کله‌های مثلثی شکل، که در تمام بازی حضور دارند و در گوشه و کنار ما در حال دویدن دیده می‌شوند.
- زالو (به انگلیسی: Leech)، مخلوقاتی کرم مانند و سیاه که در اعماق ما زندگی کرده و به دور قربانی خود می‌پیچند و او را می‌کشند.
- سرایدار (به انگلیسی: The Janitor)، هیولایی شبیه به انسان، با دست‌های بلند و چشم‌های نابینا که وظیفه جلوگیری از فرار کودکان را بر عهده دارد.
- آشپزهای دوقلو (به انگلیسی: The Twin Chefs)، دو آشپز چاق، که وظیفه پخت و پز را در ما بر عهده دارند.
- مهمانان (به انگلیسی: The Guests)، موجوداتی چاق و حریص، که وارد ما شده و غذا می‌خورند.
- بانو (به انگلیسی: The Lady)، زنی قد بلند با ماسک سفید که با استفاده از قدرت‌های جادویی خود ما را کنترل می‌کند.

## بازتاب‌ها
| گردآورنده | امتیاز                                             |
| --------- | -------------------------------------------------- |
| متاکریتیک | (PC) ۸۱/۱۰۰ (PS4) ۷۸/۱۰۰ (XONE) ۸۳/۱۰۰ (NS) ۸۰/۱۰۰ |

| ناشر                     | امتیاز |
| ------------------------ | ------ |
| دستراکتید                | ۸٫۵/۱۰ |
| الکترونیک گیمینگ مانثلی  | ۴/۱۰   |
| گیم اینفورمر             | ۹/۱۰   |
| گیم رولیشن               | [ ۱۰ ] |
| گیم‌اسپات                 | ۸/۱۰   |
| گیمز ریدار+              | [ ۱۲ ] |
| آی‌جی‌ان                   | ۸٫۸/۱۰ |
| پی‌سی گیمر (ایالات متحده) | ۷۸/۱۰۰ |
| پولیگان                  | ۸٫۵/۱۰ |
| VideoGamer.com           | ۹/۱۰   |

## افتخارات
| سال  | رده‌بندی                                               | جایزه                                    | نتیجه    | ارجاع         |
| ---- | ----------------------------------------------------- | ---------------------------------------- | -------- | ------------- |
| ۲۰۱۶ | گیمزکام ۲۰۱۶                                          | Indie Award                              | برنده    | [ ۱۷ ]        |
| ۲۰۱۷ | جایزه اهرمک طلایی                                     | Best Visual Design                       | نامزدشده | [ ۱۸ ]        |
| ۲۰۱۷ | جایزه اهرمک طلایی                                     | Best Audio                               | نامزدشده | [ ۱۸ ]        |
| ۲۰۱۸ | بیست و یکمین جوایز دی.آی.سی.ای.                       | Outstanding Achievement in Art Direction | نامزدشده | [ ۱۹ ] [ ۲۰ ] |
| ۲۰۱۸ | National Academy of Video Game Trade Reviewers Awards | Animation, Artistic                      | نامزدشده | [ ۲۱ ] [ ۲۲ ] |
| ۲۰۱۸ | National Academy of Video Game Trade Reviewers Awards | Art Direction, Contemporary              | نامزدشده | [ ۲۱ ] [ ۲۲ ] |
| ۲۰۱۸ | National Academy of Video Game Trade Reviewers Awards | Game Design, New IP                      | نامزدشده | [ ۲۱ ] [ ۲۲ ] |
| ۲۰۱۸ | National Academy of Video Game Trade Reviewers Awards | Lighting/Texturing                       | نامزدشده | [ ۲۱ ] [ ۲۲ ] |
| ۲۰۱۸ | National Academy of Video Game Trade Reviewers Awards | Original Dramatic Score, New IP          | نامزدشده | [ ۲۱ ] [ ۲۲ ] |
| ۲۰۱۸ | National Academy of Video Game Trade Reviewers Awards | Use of Sound, New IP                     | نامزدشده | [ ۲۱ ] [ ۲۲ ] |

## واژه‌نامه
1. ↑  Six
2. ↑  Maw
3. ↑  The Janitor
4. ↑  Twin Chefs
5. ↑  Guests
6. ↑  Lady
7. ↑  Nomes
8. ↑  The Depths
9. ↑  Runaway Kid
10. ↑  Granny
11. ↑  The Lair
12. ↑  The Hideaway
13. ↑  The Residence
14. ↑  Shadow Children
15. ↑  Thin Man